# Sychesia melini
Sychesia melini là một loài bướm đêm thuộc phân họ Arctiinae, họ Erebidae.